# لي كي جو
لي كي جو مواليد 12 نوفمبر 1926 في شبه الجزيرة الكورية - الوفاة 09 ديسمبر 1996، هو لاعب كرة قدم كوري جنوبي سابق كان يلعب كمهاجم. سبق له أن لعب في كأس العالم لكرة القدم مع منتخب بلاده في مونديال عام 1954.

## روابط خارجية
- لي كي جو على موقع الاتحاد الدولي (مؤرشف)  (الإنجليزية)
- لي كي جو على موقع ناشيونال فوتبول تيمز (الإنجليزية)
- لي كي جو على موقع Soccerway.com (الإنجليزية)
- لي كي جو على موقع عالم كرة القدم.نت (الإنجليزية)